# Philly (perra)
Philly (1917 - 1932) fue una perra callejera que sirvió en el frente de batalla de la Primera Guerra Mundial con la Compañía A del 315.° Regimiento de Infantería, 79.° División de la Fuerza Expedicionaria Estadounidense. Introducida de contrabando en Francia, sirvió en Montfaucon, Nantillois, Troyon y LaGrande Montagne antes de regresar a los Estados Unidos. Su habilidad como perro guardián la convirtió en una heroína de las tropas, y los alemanes ofrecieron una recompensa de 50 marcos por su cabeza. Participó en el desfile de la victoria y vivió hasta 1932. Después de su muerte, fue disecada y permaneció en el cuartel general del 315.° Regimiento hasta su disolución en 1995. Philly fue donada al Museo de Historia de Filadelfia y ocasionalmente ha estado en exhibición para el público.

## Vida
Philly era una perra mestiza callejera que sirvió en la Compañía A del 315.º Regimiento de Infantería de la 79.ª División durante la Primera Guerra Mundial. El 27 de septiembre de 1917, un soldado que regresaba de Camp Meade la encontró y se convirtió en la mascota de la Compañía A. La perra se introdujo sin permiso a bordo cuando llegó el momento del despliegue de la unidad y fue enviada a Francia, donde entró en acción en Montfaucon, Nantillois, Troyon y LaGrande Montagne.
Durante su servicio, fue herida y gaseada, pero demostró ser una perra guardiana capaz. Sus advertencias sobre los ataques furtivos alemanes dieron como resultado una recompensa de 50 marcos alemanes por su muerte y fue aclamada como una heroína de los soldados estadounidenses. Mientras estaba en Francia, también dio a luz a cuatro cachorros. Después de ganar la guerra, Philly marchó con el 315.º en el desfile de la victoria.

## Muerte y preservación del cuerpo
En 1932, Philly murió a la edad de 15 años. Herman, que tenía la intención de disecarla, estaba desempleado y enterró a la perra bajo la entrada. Después de enterarse de su destino, los miembros del 315.º exhumaron el cuerpo y pagaron a un taxidermista para que disecara a Philly. El paradero del cuerpo de la perra se desconoció durante algunos años, y los miembros de la unidad se propusieron encontrarla en 1967, coincidiendo con el 50 aniversario de la unidad. Después de ser recuperada, permaneció en la oficina del comandante del batallón hasta la disolución de la división en 1995, cuando fue donada al Museo de Historia de Filadelfia. Antes de llegar al museo, Philly fue llevada a un taxidermista para reparar los desperfectos causados por el paso del tiempo.
En 1997, Beryl Rosenstock declaró que Philly no está en exhibición permanente, y afirmó que "[Philly] tuvo que ser retirada porque el calor de los reflectores del techo estaba comenzando a decolorar su cabello, que ya se estaba empezando a caer".
Philly está de pie en el interior de una vitrina, y su espalda está cubierta con una pequeña manta azul con la insignia de la 79.ª División de Infantería sobre un galón dorado que indica el rango de soldado.

## En la cultura popular
- Philly apareció en Wartime: Illustrations de Norman Rockwell.
- También se menciona en un episodio de la serie Misterios en el museo.[3]